# Slaget ved Resaca
Slaget ved Resaca var en del af Atlanta-kampagnen i den amerikanske borgerkrig. Slaget stod i Gordon County og Whitfield County i Georgia mellem den 13. maj og den 15. maj 1864. Det endte uden en vinder.
Slaget blev udkæmpet af Unionens William Tecumseh Sherman og hans vestlige hære mod Joseph E. Johnston og hans konfødererede Army of Tennessee. De samlede tab (dræbte og sårede) var på 5.547: 2.747 til Unionen og 2.800 til konføderationen.
Johnston havde trukket sig tilbage fra Rocky Face Ridge til bakkerne omkring Resaca. Shermans folk krydsede Etowah floden med netop leverede Cumberland pontoner og rykkede frem mod Johnstons position.
Den 13. maj afprøvede Unionstropperne de konfødererede linjer for at fasslå deres placerng. Den næste dag kom det til kamp i fuld skala, og Unionens tropper blev slået tilbage de fleste steder, undtagen på de konfødereredes højre flanke, men Sherman udnyttede ikke fuldt ud sin fordel. Den 15. maj fortsatte slaget uden at nogen af siderne kom nogen vegne, før Sherman sendte en styrke over Oostanaula floden ved Lay’s Ferry mod Johnstons jernbaneforsyningslinje. Ude af stand til at stoppe denne manøvre måtte Johnston trække sig tilbage.